# 花田俊
花田 俊（はなだ すぐる、1986年11月21日 ‐ ）は、日本の元俳優。東京都出身。
2020年12月20日をもって引退。2018年2月まで有限会社GMBプロダクションに所属し、その後フリーを経て、ラナビオンに所属していた。

## エピソード
- 小さいころからスーパー戦隊シリーズ等の特撮テレビドラマが大好きで、小さい頃は自分も変身したい等と思っていたが、現在は俳優の演技を見たり、スーツアクターの殺陣、アクション、アクロバットをじっくり見ているという[3]。
- 『鳳神ヤツルギ3』のオーディションにも参加していたが、落選し悔しい思いをしたという[4]。
- 俳優になる前は、ビルのメンテナンスの仕事をしていたと語っている[5]。

## 出演
役名の太字は主演作品。

### テレビドラマ
- 特命戦隊ゴーバスターズ（2012年11月4日、テレビ朝日） ‐ 花婿 役
- ガリレオ 第2シーズン（2013年5月13日、フジテレビ） ‐ ダーツバー店員 役
- 鳳神ヤツルギシリーズ（千葉テレビ） - 大和タケル / ヤツルギ（声） 役
  - 鳳神ヤツルギ4（2014年10月4日 - 12月20日）
  - 鳳神ヤツルギ5（2015年10月3日 - 12月19日）

### 映画
- 新宿区歌舞伎町保育園（2009年） ‐ ヤクザ 役
- クローズZERO（2009年） ‐ 鈴蘭生徒 役
- 日本ローカルヒーロー大決戦（2015年） - 大和タケル / ヤツルギ（声） 役

### 舞台
- EVE〜歴史の傍観者〜（2010年12月22日 - 26日、中野ザ・ポケット） ‐ 海野ヒロシ 役
- 降臨Fight（2011年4月6日 - 12日、吉祥寺シアター） ‐ 服部半蔵 役
- FRAG-新撰組（2011年8月24日 - 28日、相鉄本多劇場）
- 真田十勇士〜ボクらが守りたかったもの〜（2011年12月2日 - 11日、天王洲銀河劇場）
- 雷ヶ岡に雪が降る（2012年3月14日 - 18日、シアターグリーンBIG TREE THEATER） ‐ 五十猛 役
- BASARA（2012年12月12日 - 16日、スペースゼロ） ‐ 月鹿 役
- 9-ナイン-（2013年3月2日 - 10日、紀伊國屋サザンシアター / 3月16日・17日、新神戸オリエンタル劇場） ‐ 峯健一 役
- しあわせの支度（2013年6月12日 - 16日、上野ストアハウス） ‐ 四月一日二郎 役
- 女三銃士〜ダルタニヤンの冒険（2013年9月20日 - 23日、銀座みゆき館劇場） ‐ ロシュフォール 役
- 信長（2014年2月12日 - 16日、全労済ホール・スペースゼロ） ‐ 又佐（前田利家） 役
- 僕はそれを、青と呼ぼう。（2014年3月26日 - 30日、シアターグリーンBASE THEATER） ‐ カナデ 役
- ある苅屋くんの人生（2016年1月23日 - 25日、北沢タウンホール） ‐ 苅屋 役
- 拡がる世界の片隅で（2016年）

### CM
- セガ『ファンタシースターオンライン2』

### テレビ
- 踊る!さんま御殿!!（日本テレビ） ‐ 再現VTRに多数出演
- チャージ730！（2016年2月25日・29日、テレビ東京） - チャージレポーター